# Klaus Laepple

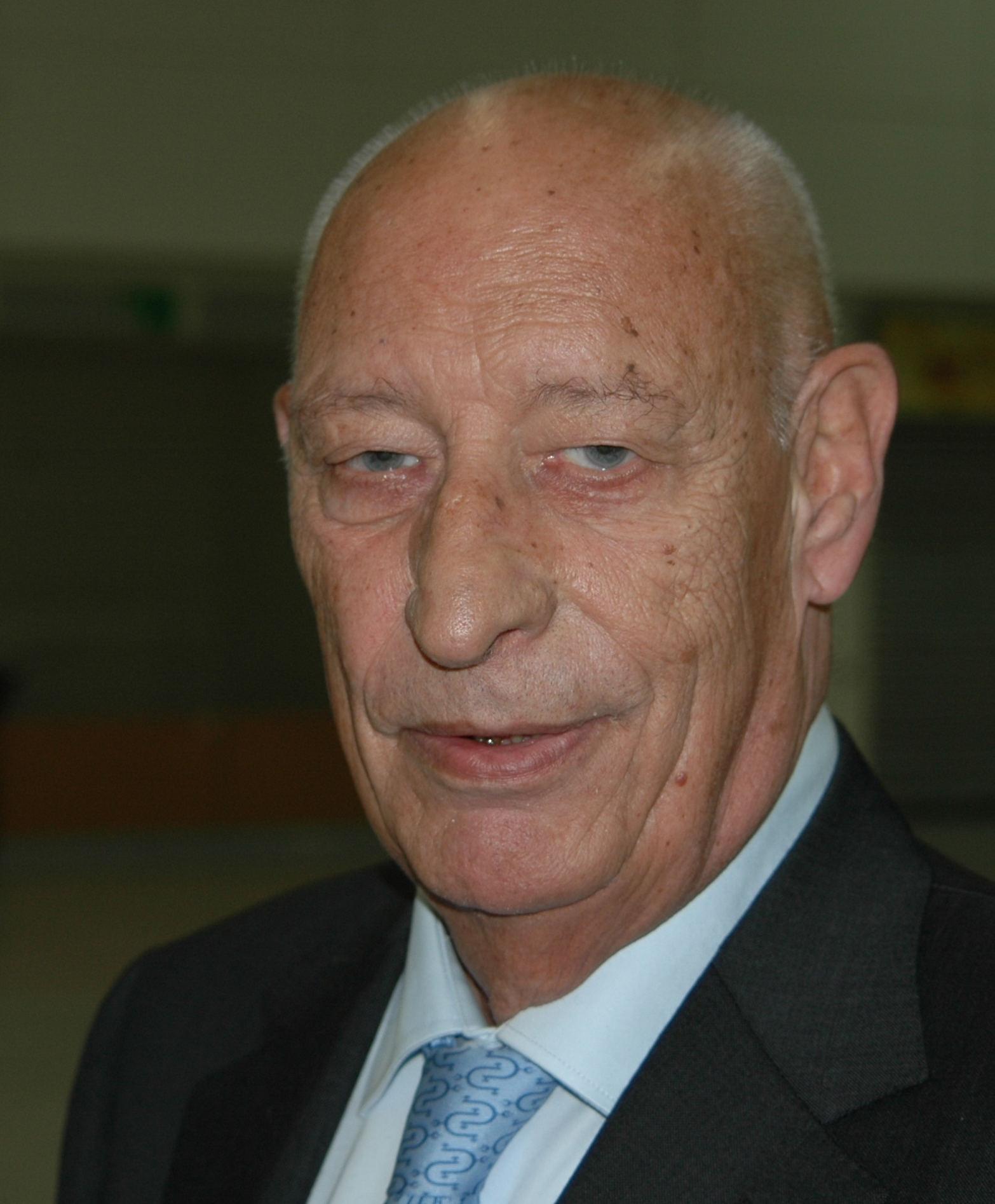
Klaus Laepple (2014)

Klaus Laepple (* 18. Dezember 1939 in Aachen) ist ein deutscher Unternehmer und Spitzenfunktionär in der Tourismusbranche. Bekannt wurde er bereits in den 1960er Jahren als Kölner Studentenvertreter. 

## Leben und Beruf
Nach dem Abitur 1961 studierte Laepple an der Universität zu Köln zunächst einige Semester Medizin und wechselte 1963 zur Volkswirtschaftslehre. Dieses Studium schloss er 1971 mit dem Diplom ab. Nachdem er sich schon als Studentenvertreter für Studienreisen engagiert hatte – unter anderem von 1966 bis 1968 als stellvertretender Vorsitzender der Auslandsstelle des Deutschen Bundesstudentenringes und von 1968 bis 1972 als Mitglied des Aufsichtsrates des Deutschen Studenten Reisedienstes (DSR) – gründete er nach dem Examen eine Charterflugvermittlung und eröffnete 1974 sein Reisebüro Kö 27 in Düsseldorf, dessen alleiniger Gesellschafter er ab 1977 war. 2012 verkaufte er sein Reisebüro an TUI. Laepple ist CDU-Mitglied und gehörte von 2001 bis 2007 dem Parteivorstand der CDU Köln an.

## Studentenpolitik und Laepple-Urteil
Während seines Studiums interessierte sich Laepple bald für Studentenpolitik an der Universität. Er war Mitglied der CDU und des RCDS. 1965 wurde er zum AStA-Vorsitzenden gewählt und behielt dieses Amt bis 1968. Vom Studentenparlament wurde er von 1965 bis 1971 in den Senat der Hochschule entsandt. Von 1966 bis 1970 war er Vorsitzender des Landesverbandes Nordrhein-Westfalen des VDS. Laepple setzte sich für eine kooperative liberale Studentenpolitik ein und gründete zu diesem Zweck trotz seiner oben genannten Mitgliedschaften die Kölner Studenten Union, aus der 1968 die Deutsche Studentenunion, deren erster Vorsitzender er wurde, und später der Sozialliberale Hochschulverband (SLH) hervorging. 
In die Justizgeschichte ging Laepple ein, als er für eine von ihm im Oktober 1966 als AStA-Vorsitzender verantwortete Demonstration gegen die Fahrpreiserhöhungen der Kölner Verkehrs-Betriebe aufgrund der Sitzblockaden als Rädelsführer wegen geistiger Nötigung verurteilt wurde. Der Rechtsstreit ging nach einem ersten Freispruch des Landgerichts Köln bis zum Bundesgerichtshof, dessen 2. Strafsenat den Freispruch aufhob und den Fall zur Neuverhandlung an das Landgericht Wuppertal zurückverwies. Zur Begründung hieß es seinerzeit: „Die Anerkennung eines Demonstrationsrechts in dem von der Strafkammer angenommenen Maße liefe auf die Legalisierung eines von militanten Minderheiten geübten Terrors hinaus.“ Der Vorsitzende Richter des Senats, Paulheinz Baldus, wurde in einem späteren Verfahren gegen Euthanasieärzte wegen seiner eigenen NS-Vergangenheit von der Verteidigung als befangen abgelehnt und trat daraufhin noch vor der Entscheidung in den Ruhestand. Erst das Bundesverfassungsgericht hob entsprechende Urteile gegen die Friedensbewegung der 1970er Jahre auf.
Ein zweiter Prozess vor dem Landgericht Wuppertal fand jedoch nicht mehr statt, da die Bonner Große Koalition im Zuge der Studentenproteste von 1968 Amnestiegesetze beschlossen hatte, die auf Betreiben des VDS auch auf Straftaten aus den Jahren 1966 und 1967 angewendet wurden. In einem zivilrechtlichen Prozess um Schadensersatz wurde ein Vergleich geschlossen, und die KVB verzichteten auf ihre ursprüngliche Forderung weitestgehend.
Als später Nachklang seines Engagements in der Studentenpolitik ist seine seit 1992 bestehende Mitgliedschaft im Vorstand der Bonner Otto-Benecke-Stiftung zu sehen, dessen stellvertretender Vorsitzender er seit 1996 ist.

## Tourismusfunktionär
Seit 1987 ist Laepple Mitglied und Funktionär in mehreren Tourismusverbänden: Bundesverband Mittelständischer Reiseunternehmen, Deutscher Reiseverband (DRV), Bundesverband der Deutschen Tourismuswirtschaft (BTW), Bundesverband der Deutschen Industrie (BDI). Zudem ist er seit 2002 im Beirat für Fragen des Tourismus beim Bundesministerium für Wirtschaft und Technologie (BMWi) und Präsident des Verwaltungsrates der DZT (Deutsche Zentrale für Tourismus). Von 2000 bis 2010 war er ehrenamtlicher Präsident des DRV und seit 2002 auch des BTW.  Darüber hinaus hat er mehrere Aufsichtsratsmandate inne, so zum Beispiel beim Flughafen Köln/Bonn und in der Reiseversicherungsbranche. Er gehört dem Vorstand mehrerer Stiftungen an und ist seit 2007 Kuratoriumsvorsitzender der Willy Scharnow-Stiftung für Touristik.
Nach dem Tsunami vom 26. Dezember 2004 erreichte er es als Verbandspräsident, dass alle gestrandeten Urlauber aus der Region sofort zurückfliegen konnten, egal bei wem sie die Reise gebucht hatten.

## Ehrungen
Laepple ist seit 2003 Ehrenbürger der türkischen Tourismus-Stadt Antalya, im gleichen Jahr erhielt er den Orden der Republik Tunesien. 2006 erhielt er den Premio de Tourismo de Tenerife. Im Januar 2007 verlieh ihm Bundespräsident Horst Köhler das Bundesverdienstkreuz am Bande. 2013 erhielt er den Columbus-Ehrenpreis der Vereinigung Deutscher Reisejournalisten. 2014 erhielt er den Lifetime Award des Travel Industry Club.